# Endopsammia regularis
Endopsammia regularis är en korallart som först beskrevs av Gardiner 1899.  Endopsammia regularis ingår i släktet Endopsammia och familjen Dendrophylliidae. Inga underarter finns listade i Catalogue of Life.